# Susan Brown (Britse actrice)
Susan Elizabeth Brown (Bristol, 6 mei 1946) is een Britse actrice.

## Biografie
Brown doorliep haar theateropleiding aan de Rose Bruford College in Londen.
Brown begon in 1959 als jeugdactrice met acteren in de televisieserie Private Investigator, waarna zij nog meerdere rollen speelde in televisieseries en films. In 2012 werd zij samen met de cast genomineerd voor een Screen Actors Guild Award voor haar optreden in de televisieserie Game of Thrones in de categorie Uitstekend Optreden door een Cast in een Dramaserie.

## Filmografie

### Films
Uitgezonderd korte films.
- 2024 Mary - als Anna de profeet
- 2017 National Theatre Live: Angels in America Part Two - Perestroika - als Hannah Pitt
- 2017 National Theatre Live: Angels in America Part One - Millennium Approaches - als Hannah Pitt
- 2013 Belle - als barones Vernon
- 2012 Now Is Good - als Shirley
- 2011 The Iron Lady - als June
- 2008 Brideshead Revisited - als verpleegster
- 2006 Pinochet in Suburbia - als advocate
- 2004 La Femme Musketeer - als Cecile D'Artagnan
- 2004 When Hitler Invaded Britain - als Clara Milburn
- 2003 The Brides in the Bath - als mrs. Crossley
- 2003 Blue Dove - als Sylvie Brennan
- 1998 Anorak of Fire - als mrs. Gascoigne
- 1994 A Pinch of Snuff - als Betty Heppelwhite
- 1987 Hope and Glory - als mrs. Evans

### Televisieseries
Uitgezonderd eenmalige gastoptredens.
- 2024 Mr Bates vs. The Post Office - als Min Howard - 4 afl.
- 2021 It's a Sin - als mrs. Bowen - 2 afl.
- 2017 Holby City - als mrs. Birdie Thompson - 2 afl.
- 2013 Broadchurch - als Liz Roper - 7 afl.
- 2011 Game of Thrones - als Septa Mordane - 6 afl.
- 2011 Waking the Dead - als Sue Myers - 2 afl.
- 2009 Torchwood - als Bridget Spears - 5 afl.
- 2006 Coronation Street - als Maureen Tully - 2 afl.
- 2004 Rose and Maloney - als Wendy Sillery - 6 afl.
- 2002 Wire in the Blood - als Jean Lawson - 2 afl.
- 1993-1995 September Song - als Cilla - 10 afl.
- 1993 Stay Lucky - als Barbara - 2 afl.
- 1991 Making Out - als Avril - 3 afl.
- 1990 Kappatoo - als mrs. Cotton - 2 afl.
- 1988 Andy Capp - als Ruby - 6 afl.
- 1981 Fanny by Gaslight - als mrs. Hopwood - 4 afl.
- 1977 Rooms - als Pat Spooner - 3 afl.
- 1976 The Duchess of Duke Street - als Ivy - 2 afl.
- 1973-1974 The Kids from 47A - als miss Hayes - 9 afl.

### Computerspellen
- 2021 It Takes Two - als astronoom
- 2018 Thronebreaker: The Witcher Tales - als Isbel of Hagge
- 2015 Everybody's Gone to the Rapture - als Wendy Boyles
- 2014 LittleBigPlanet 3 - als Nana Pud
- 2014 Dreamfall Chapters - als Queenie / The Mole
- 2012 The Secret World - als Julia Beatrix Tyburn / Cucuvea / Olga Dimir

- Gemeinsame Normdatei: 1189205572
- International Standard Name Identifier: 0000 0003 7069 7969
- Library of Congress Control Number: no2012070482
- Nationale Bibliotheek van Israël: 987007315599305171
- Système universitaire de documentation: 164288198
- Virtual International Authority File: 250038167
- WorldCat: E39PBJdRvHkYBB6v764Pxxg9Xd